# Calle de la Luna (Oviedo)
La calle de la Luna es una vía pública de la ciudad española de Oviedo.

## Descripción
La vía nace de la confluencia de Argüelles con Jovellanos y discurre hasta Manuel García Conde. Debe su nombre al único satélite natural de la Tierra. Aparece descrita en El libro de Oviedo (1887) de Fermín Canella y Secades con las siguientes palabras:

Luna.—En muchas ciudades de España hay calles de la Luna y del Sol; y la de Oviedo, dedicada al astro de la noche, debe el nombre á su posición singular respecto á éste cuando la bañaba y alumbraba antes de las edificaciones del N..—Ent.: Argüelles.—Conc.: Santa Clara.
(Canella y Secades, 1887, p. 114)